# 유정수 (1857년)
유정수(柳正秀, 1857년 음력 4월 11일 ~ 1938년 양력 4월 17일)는 개항기 최초의 일본 유학생 중 한 명으로, 일제강점기에 조선총독부 중추원 참의를 지냈다. 유길준과 유성준 형제에게는 매부가 된다. 본관은 전주.

## 생애
1881년 신사유람단이 파견되었을 때 어윤중의 수행원으로 유길준과 함께 일본에 갔다가 게이오의숙에서 수학했다. 이들은 게이오의숙 최초로 외국에서 태어난 사람이 유학생으로 입학한 경우라 일본 사회의 관심을 받았다. 일본 언론에는 조선의 양반 출신이나 관직이 없는 젊은 서생으로 소개되었다.
귀국한 뒤 1894년 한성부윤에 임명 되는 등, 유길준, 윤치호, 박영효, 박정양 등과 함께 친일 성향의 개화파 관료로 활동했다. 1895년 한성부윤으로 재직하면서 한국 최초의 지구단위 도시 정비 지침으로도 평가되는 '도로를 범(犯)하여 가옥을 건축하는 일을 일체 금하는 명령'을 발표한 바 있다.
1921년 처음 중추원 참의에 임명된 뒤, 1926년, 1931년, 1936년에 연임되어 네 차례 참의직을 지냈다. 경학원 대제학과 명륜학원 총재를 지낸 유교 계열의 중심 인물이기도 하다.
일본 정부가 한일 병합 조약 체결 후 1912년 논공행상을 하면서 수여한 한국병합기념장을 받은 바 있고, 다이쇼 천황과 쇼와 천황의 즉위를 기념하는 다이쇼대례기념장, 쇼와대례기념장도 받았다. 조선총독부가 1935년 발행한 《조선공로자명감》에 기록된 조선인 353명 중 한 명이기도 하다.
2002년 민족정기를 세우는 국회의원모임이 광복회와 함께 선정한 친일파 708인 명단과 2008년 민족문제연구소에서 친일인명사전에 수록하기 위해 정리한 친일인명사전 수록예정자 명단에 모두 포함되었다. 2007년 11월 22일 친일반민족행위자재산조사위원회는 유정수의 재산에 대해 국가 귀속 결정을 내렸고, 12월 6일 대한민국 친일반민족행위진상규명위원회는 친일반민족행위 195인 명단에 유정수를 포함시켰다.

## 같이 보기
- 신사유람단
- 조선총독부 중추원
- 경학원

## 참고 자료
- 친일반민족행위진상규명위원회 (2007년 12월). 〈유정수〉 (PDF). 《2007년도 조사보고서 II - 친일반민족행위결정이유서》. 서울. 1737~1746쪽쪽. 발간등록번호 11-1560010-0000002-10. [깨진 링크(과거 내용 찾기)]
- 허동현 (2000년 11월 5일). 《근대한일관계사연구》. 서울: 국학자료원. 58,67,68쪽쪽. ISBN 8982065334.